# Kraft Television Theatre
Das Kraft Television Theatre, selten Kraft Theatre, war eine im Auftrag von Kraft Foods von der J. Walter Thompson Agency produzierte Anthologie-Serie, die von 1947 bis 1958 mehr als 650 Komödien und Dramen im US-amerikanischen Fernsehen ausstrahlte.
Im April 1958 verkaufte Kraft die Rechte an David Susskind, der die Serie mit seiner Produktionsfirma Talent Associates unter dem neuen Titel Kraft Mystery Theatre bis September 1958 weiterführte. Ab 1963 folgte das ebenfalls von Kraft produzierte Kraft Suspense Theatre, das sich ausschließlich auf originäre, speziell für das Fernsehen geschriebene Dramen konzentrierte und keine Adaptionen bekannter Klassiker mehr zeigte.

## Hintergrund
Die zunächst von der Werbeagentur J. Walter Thompson (JWT) für Kraft Foods produzierte, knapp einstündige Anthologie-Serie präsentierte jede Woche Live-Fernsehspiele mit neuen Geschichten und neuen Figuren, darunter auch Adaptionen klassischer Werke wie Eine Weihnachtsgeschichte und Alice im Wunderland.
Das Kraft Television Theatre verhalf zahlreichen Schauspielern, Regisseuren und Dramatikern zum Karrierestart – darunter auch der späteren Emmy-Preisträgerin und Oscar-nominierten Schauspielerin Hope Lange.
Zu den Schauspielern der Serie gehörten unter anderem James Dean, Janet De Gore, Colleen Dewhurst, Anne Francis, Lee Grant, Helen Hayes, Jack Lemmon, Grace Kelly, Jack Klugman, Cloris Leachman, Sam Levene, Patrick McVey, Michael Higgins, Felicia Montealegre, John Newland, Paul Newman, Leslie Nielsen, Anthony Perkins, Judson Pratt, die Stummfilm-Ikone Esther Ralston, Lee Remick, George C. Scott, Rod Steiger, Joan Tompkins (ihr erster Fernsehauftritt), Grace Carney und Joanne Woodward. Sprecher der Sendung waren Ed Herlihy (1947–1955) und Charles Stark (1955). Im Jahr 1958 traten die jungen Darsteller Martin Huston und Zina Bethune in This Property Is Condemned auf, basierend auf einem Stück von Tennessee Williams – es war die letzte Sendung des Kraft Television Theatre, die am 1. Oktober 1958 ausgestrahlt wurde.
Zu den Regisseuren der Serie gehörten Sidney Lumet, Robert Altman, George Roy Hill, Fielder Cook und John Boulting, und unter den zahlreichen Autoren waren Rod Serling, William Templeton und JP Miller.
Ab Juli 1956 wurden einzelne Folgen der Serie auch in Farbe produziert.

## Veröffentlichung
Die erste Folge wurde am 7. Mai 1947 auf NBC ausgestrahlt. Zunächst wurde exklusiv MacLaren’s Imperial Cheese beworben. Im Januar 1948 wechselte die Sendung den Sendeplatz von mittwochs 19:30 Uhr auf 21 Uhr, den sie bis 1958 behielt. Das zunächst von NBC produzierte Format wurde live aus Studio 8-H des NBC-Hauptgebäudes im 30 Rockefeller Plaza in New York City übertragen, in dem heute Saturday Night Live produziert wird.
Ab Oktober 1953 strahlte ABC im Auftrag von Kraft Foods eine eigene Serie aus, ebenfalls unter dem Titel Kraft Television Theatre, die zur Bewerbung des damals neuen Produkts Kraft Cheez Whiz diente. Diese Serie lief sechzehn Monate lang donnerstags um 21:30 Uhr bis Januar 1955. Nachdem Ende des Vertrags mit Kraft, bekam die ABC-Sendung einen neuen Sponsor und wurde ab März 1955 unter dem Titel Pond’s Theatre weitergeführt, während das ursprüngliche Kraft Television Theatre weiterhin auf NBC lief.
Auszüge aus mehreren Folgen des Jahres 1947 sowie ein Teil einer Filmrolle mit Fernsehausschnitten aus dem Jahr 1947 werden von der Library of Congress aufbewahrt. Darüber hinaus besitzt die Library of Congress eine große Anzahl vollständiger Folgen, darunter fünf aus dem Jahr 1948. Das American Heritage Center besitzt zudem eine Reihe von Drehbüchern verschiedener Folgen der Jahre 1947, 1948 und 1949 als Teil der Edmund-C.-Rice-Papiere. Diese Drehbücher, obwohl von verschiedenen Personen verfasst, wurden von Rice redigiert.
Im Gegensatz zu einigen anderen frühen Fernsehserien sind viele Folgen dieser Serie als Kineskop-Aufnahmen erhalten. Die Folge vom 3. März 1948 gilt als ist die älteste Folge, von der eine vollständige Kopie existiert. Die Folge A long time till Dawn wurde vom Distributor Timeless Video in den Vereinigten Staaten ungekürzt auf Video veröffentlicht.

## Rezeption
Die Serie belegte Platz 14 in den Nielsen Ratings der Saison 1950–1951, Platz 23 für 1951–1952 und Platz 21 für 1953–1954. Der Autor Rod Serling erhielt einen Emmy für das Drehbuch zu Patterns, der bekanntesten Folge der Serie, die am 12. Januar 1955 erstmals ausgestrahlt wurde. Das Drama wurde aufgrund des Erfolgs drei Wochen später erneut aufgeführt und später auch als Spielfilm produziert.
Insgesamt wurde Kraft Television Theatre zweimal mit dem Primetime Emmy Award ausgezeichnet und erhielt acht weitere Nominierungen. 1960 erhielt Shimon Wincelberg zudem den WGA Award der Writers Guild of America für das Drehbuch zur Folge For The Sea Is Boiling Hot aus dem Jahr 1958.

## Folgenübersicht (Auswahl)
| Datum              | Folge                      | Schauspieler |
| ------------------ | -------------------------- | --- |
| 25. Juni 1947      | I Like it Here             | Stefan Schnabel, Alice Yourman, Sterling Oliver, Betty Beuhler, Arthur Franz, Mel Brandt, Leopold Badia |
| 15. Februar 1950   | The Silent Room            | Tommy Nello, Neva Patterson, Jesse White, Dorothy Storm, Bruno Wick, Gene Fuller |
| 6. Februar 1952    | Follow the Dream           | Vivian Ferrar, Royal Beal |
| 8. Oktober 1952    | The New Tenant             | Blanche Yurke, Alan Bunce, Katherine Meskill |
| 15. Oktober 1952   | A Kiss for Cinderella      | Melville Cooper, Mary Stearn, Leslie Nielsen, Rita Vale, Nancy Marchand, Susan Halloran, Patti McCormack, Gaye Huston, Betty Low, Rex O’Malley |
| 22. Oktober 1952   | A Long Night In Forty Mile | John Baragrey, Hildy Parks, Fred Stewart, Alan Shayne, Carol Wheeler, Dan Morgan, Joe Maross, Curtis Cooksey, Jack Arthur, Stuart Mackintosh |
| 29. Oktober 1952   | Divine Drudge              | Felicia Montealegre, Harry Townes, Robert Pastene, Mike Kellin, Timothy Lynn Kearse, Noel Leslie, Geoffrey Lumb, Cynthia Latham, William Brower |
| 5. November 1952   | Melody Jones               | Janet Lally, Patsy Bruder, Patti O’Neill, John McGovern, Peggy Allenby, Katherine Meskill, Jimmy Sommer, Jackie Colloris, Bob Casey, Robert McQuade, Steve Harris |
| 12. November 1952  | Hilda McKahy               | Haila Stoddard, Shepperd Strudwick, Thomas Coley, Pat Breslin, Leta Bonynge |
| 19. November 1952  | The Quiet Wedding          | Alan Holmes, Petrena Lowthian, Edith Meiser, Pamela Simpson, Leslie Paul, Anthony Kemble Cooper, Carol Veazie, Anita Bolster, Carolyn Grier, Catherine Doucet, Guy Spaull, David Orrick |
| 14. Oktober 1953   | Keep Our Honor Bright      | Michael Higgins, Joan Potter, Larry Fletcher, James Dean, Addison Richards, Peter Fernandez, John Dutra, Don Dubbins, Jim Hickman, Cricket Skilling, George Roy Hill |
| 1. Dezember 1954   | The Independent            | Frances Robinson, Jeffrey Lynn, Joey Fallon |
| 12. Januar 1955    | Patterns                   | Everett Sloane, Richard Kiley, Ed Begley, June Dayton, Joanna Roos, Elizabeth Montgomery, Elizabeth Wilson, Jack Arthur, Victoria Ward, Sybil Baker, Shirley Standlee, Theodore Newton, Jack Livesey, Ronnie Welsh, Tom Charles, Ron Harper, Victor Harrison, Helen Ludlom, Joseph MacCauley, Al Morgen, Douglas Rutherford, Chuck Wallace |
| 19. September 1956 | Out to Kill                | James Whitmore |